# رسم جنائي

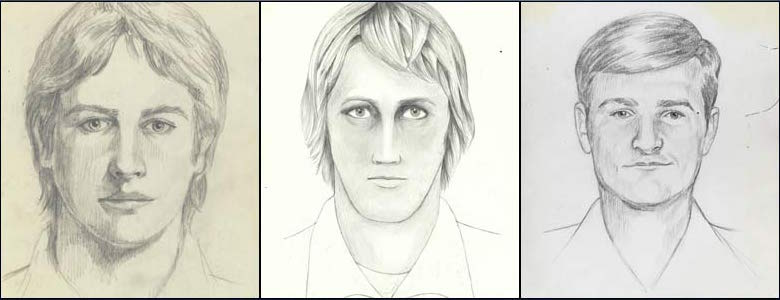
ثلاث رسومات جنائية ركز عليها مكتب التحقيقات الفيدرالي عندما أعاد فتح قضايا قاتل الولاية الذهبية المجهول سابقًا جوزيف جيمس.

الرسم الجنائي الشرعي أو سكتش جنائي أداة جنائية تعتمد عليها الجهات الأمنية ومكاتب التحقيقات الفيدرالية في تحديد هوية الجاني المجهول والوصول إلى أقرب صورة لهويته، ويعتمد الرسام الجنائي على لقطات فيديو كاميرات المُراقبة أو أقوال شهود العيان ومعلومات رجال المباحث في وصف هيئة تقريبية للجاني تتضمن المرحلة العمرية وملامح الوجه وقصة الشعر والبُنية الجسمانية والملابس التي كان يرتديها قبل أو أثناء الحادث. تعد الأميركية لويس جيبسون أفضل رسامة جنائية في العالم حيث دعمت رسوماتها الشرطة الأميركية في القبض على 1000 مجرم.

## انظر ايضًا
- تنميط الجاني.